# Vals (Ardecha)
Vals (en francès Vals-les-Bains) és un municipi francès situat al departament de l'Ardecha i a la regió d'Alvèrnia-Roine-Alps. L'any 2007 tenia 3.741 habitants.

## Demografia

### Població
El 2007 la població de fet de Vals-les-Bains era de 3.741 persones. Hi havia 1.720 famílies de les quals 752 eren unipersonals (276 homes vivint sols i 476 dones vivint soles), 472 parelles sense fills, 344 parelles amb fills i 152 famílies monoparentals amb fills.
La població ha evolucionat segons el següent gràfic:
Habitants censats

### Habitatges
El 2007 hi havia 2.355 habitatges, 1.769 eren l'habitatge principal de la família, 386 eren segones residències i 200 estaven desocupats. 1.223 eren cases i 1.114 eren apartaments. Dels 1.769 habitatges principals, 923 estaven ocupats pels seus propietaris, 800 estaven llogats i ocupats pels llogaters i 46 estaven cedits a títol gratuït; 55 tenien una cambra, 210 en tenien dues, 445 en tenien tres, 546 en tenien quatre i 513 en tenien cinc o més. 987 habitatges disposaven pel capbaix d'una plaça de pàrquing. A 866 habitatges hi havia un automòbil i a 530 n'hi havia dos o més.

### Piràmide de població
La piràmide de població per edats i sexe el 2009 era:
| Homes | Edats   | Dones |
| ----- | ------- | ----- |
| 0     | 95 o +  | 16    |
| 12    | 90 a 94 | 24    |
| 48    | 85 a 89 | 56    |
| 32    | 80 a 84 | 88    |
| 96    | 75 a 79 | 156   |
| 76    | 70 a 74 | 136   |
| 96    | 65 a 69 | 112   |
| 72    | 60 a 64 | 140   |
| 120   | 55 a 59 | 96    |
| 92    | 50 a 54 | 100   |
| 112   | 45 a 49 | 104   |
| 120   | 40 a 44 | 92    |
| 172   | 35 a 39 | 156   |
| 92    | 30 a 34 | 148   |
| 108   | 25 a 29 | 96    |
| 60    | 20 a 24 | 52    |
| 84    | 15 a 19 | 76    |
| 88    | 10 a 14 | 108   |
| 84    | 5 a 9   | 80    |
| 52    | 0 a 4   | 60    |

## Economia
El 2007 la població en edat de treballar era de 2.194 persones, 1.499 eren actives i 695 eren inactives. De les 1.499 persones actives 1.232 estaven ocupades (655 homes i 577 dones) i 267 estaven aturades (114 homes i 153 dones). De les 695 persones inactives 283 estaven jubilades, 162 estaven estudiant i 250 estaven classificades com a «altres inactius».

### Ingressos
El 2009 a Vals-les-Bains hi havia 1.858 unitats fiscals que integraven 3.622 persones, la mediana anual d'ingressos fiscals per persona era de 15.793 €.

### Activitats econòmiques
Dels 260 establiments que hi havia el 2007, 3 eren d'empreses extractives, 16 d'empreses alimentàries, 1 d'una empresa de fabricació de material elèctric, 10 d'empreses de fabricació d'altres productes industrials, 26 d'empreses de construcció, 51 d'empreses de comerç i reparació d'automòbils, 2 d'empreses de transport, 37 d'empreses d'hostatgeria i restauració, 5 d'empreses d'informació i comunicació, 9 d'empreses financeres, 18 d'empreses immobiliàries, 18 d'empreses de serveis, 36 d'entitats de l'administració pública i 28 d'empreses classificades com a «altres activitats de serveis».
Dels 67 establiments de servei als particulars que hi havia el 2009, 1 era una oficina d'administració d'Hisenda pública, 1 oficina de correu, 3 oficines bancàries, 3 funeràries, 3 tallers de reparació d'automòbils i de material agrícola, 2 autoescoles, 6 paletes, 1 guixaire pintor, 5 fusteries, 7 lampisteries, 1 electricista, 8 perruqueries, 18 restaurants, 4 agències immobiliàries, 1 tintoreria i 3 salons de bellesa.
Dels 29 establiments comercials que hi havia el 2009, 2 eren botigues de més de 120 m², 2 botiges de menys de 120 m², 6 fleques, 5 carnisseries, 4 llibreries, 4 botigues de roba, 1 una sabateria, 1 una botiga d'electrodomèstics, 1 una joieria i 3 floristeries.
L'any 2000 a Vals-les-Bains hi havia 19 explotacions agrícoles que ocupaven un total de 36 hectàrees.

## Equipaments sanitaris i escolars
El 2009 hi havia 1 hospital de tractaments de curta durada, 1 hospital de tractaments de mitja durada (seguiment i rehabilitació), 1 centre de salut, 3 farmàcies i 2 ambulàncies.
El 2009 hi havia 1 escola maternal i 2 escoles elementals. Vals-les-Bains disposava d'un col·legi d'educació secundària amb 429 alumnes.

## Poblacions més properes
El següent diagrama mostra les poblacions més properes.